# Sundasciurus moellendorffi
Sundasciurus moellendorffi är en däggdjursart som först beskrevs av Paul Matschie 1898.  Sundasciurus moellendorffi ingår i släktet sundaekorrar och familjen ekorrar. IUCN kategoriserar arten globalt som nära hotad. Inga underarter finns listade i Catalogue of Life.
En undersökt individ var med svans 399 mm lång och svanslängden var 190 mm. Djuret hade 46 mm långa bakfötter och 20 mm långa öron. Ovansidans päls bildas av ljusbruna hår som kan ha gråa spetsar och på undersidan förekommer krämfärgad päls. Vid den yviga svansen förekommer främst hår som är bruna nära roten, svarta i mitten och ljus på spetsen. Svansens slut bildas däremot av mörkbruna eller svarta hår. Vid framtassarna förekommer en mycket kort tumme med en nagel och fyra fingrar med långa klor. I varje käkhalva finns en framtand.
Arten lever endemisk på några mindre öar nordöst om Palawan i Filippinerna. Den vistas där i skogar, i kokosnötodlingar och i trädgårdar.
Sundasciurus moellendorffi kan vara dag- och nattaktiv. Den går på marken och klättrar i växtligheten.